# Hooley Smith
Reginald Joseph (Hooley) Smith  (Toronto, 7 januari 1905 - Montreal, 24 augustus 1963) was een Canadese ijshockeyspeler. Smith won met de Toronto Granites tweemaal de Allan cup en mocht daarom met zijn ploeg Canada vertegenwoordigen op de Olympische Winterspelen 1924. Smith maakte in vijf wedstrijden achttien doelpunten. Smith werd bij de NHL draft van 1924 gekozen door de Ottawa Senators. Tijdens de strijd om de Stanley Cup in 1927 raakte hij betrokken bij een vechtpartij en werd om die reden voor één maand geschorst zij ploeg won wel de beker. Smith werd in de zomer van 1927 voor een reccord transfersom van $22.500 verkocht aan de Montreal Maroons, waarmee hij in 1935 de Stanley Cup won.